# Gerardo Cagnoli
Gerardo Cagnoli (Valenza, c 1267 - Palermo, 29 de diciembre de 1342) fue un religioso italiano de la Orden de los Frailes Menores. Su culto como beato fue confirmado por el Papa Pío X en 1908.

## Hagiografía
Oriundo de Piamonte, en 1290, habiendo perdido a ambos padres, decidió dedicarse a la vida ascética, mendigando y visitando santuarios.  Impresionado por la fama de santidad del obispo franciscano Luis de Toulouse, en 1307 decidió abrazar la vida religiosa entre los frailes menores del convento de Randazzo, donde completó su noviciado y vivió durante un cierto período antes de trasladarse a Palermo, donde murió en olor de santidad.
Después de una vida santa, constelada a muchos milagros, murió en Palermo el 29 de diciembre de 1342. Su cuerpo puede ser venerado en Palermo, en la Basílica de S. Francisco. El Beato Gerardo cumplió varios milagros cuando estaba en vida. Hombre de grandes oraciones, en más de una ocasión es ayudado por los Ángeles. Sus biógrafos cuentan que una vez, era día de Pascua, y el cocinero del convento se había enfermado. El padre guardián le pide entonces al Beato Gerardo sustituirlo para preparar la comida. A pesar de que no sabía por dónde comenzar, el Beato aceptó como símbolo de obediencia y de inmediato comenzó a rezar. Algunos momentos antes de la hora del almuerzo, el fuego no había ido encendido y el padre guardián entra en la cocina gritando.
El Beato entonces respondió: « ¡Padre mío, esté tranquilo, los frailes tendrán que comer!». Curioso por la respuesta, el superior salió de la cocina y comenzó a espiarlo a través de la cerradura.
De improviso vio aparecer un Ángel, con el semblante de un hombre joven de una gran belleza, que llevaba todo tipo de alimentos. El Ángel entonces puso la mesa del repertorio, llevó los platos y después desapareció. Después del almuerzo los frailes fueron testigos de que nunca habían comido tan bien en su vida (extraído de www.carloacutis.com).
Según el Catalogus sanctorum Fratrum Minorum publicado en 1903 por Leonhard Lemmens, su nombre fue incluido en un repertorio de ilustres franciscanos ya en 1335, cuando el fraile aún vivía.

## Veneración
Su cuerpo es venerado en la basílica de San Francisco de Palermo.
El Papa Pío X, por decreto del 12 de mayo de 1908, confirmó el culto con el título de beato.
Su panegírico se puede leer en el martirologio romano del 29 de diciembre.